# Kotake (Fukuoka)
Kotake (jap. 小竹町 Kotake-machi) ist eine Gemeinde im Landkreis Kurate in der Präfektur Fukuoka, Japan.
Die Gemeinde Kotake hat etwa 7078 Einwohner (Stand: 1. September 2020).
Die Fläche beträgt 14,18 km² und die Einwohnerdichte ist etwa 545 Personen pro km².

## Angrenzende Städte und Gemeinden
- Iizuka
- Nōgata
- Miyawaka